# Paradise Lost 3: Purgatory
Paradise Lost 3: Purgatory è un documentario del 2011 diretto da Joe Berlinger e Bruce Sinofsky candidato al premio Oscar al miglior documentario.